# 铁西街道 (新乡市)
铁西街道，是中华人民共和国河南省新乡市卫滨区下辖的一个乡镇级行政单位。

## 行政区划
铁西街道下辖以下地区：
飞机场社区、中南社区、中北社区和人民西路社区。